# Philippe Coutinho
Philippe Coutinho Correia (født 12. juni 1992) er en brasiliansk fodboldspiller, der spiller som midtbanespiller i Vasco da Gama.

## Karriere

### Vasco da Garma
Coutinho begyndte sin karriere i Vasco da Gamas ungdomssystem inden Serie A-klubben Internazionale købte ham i 2008. Inter betalte i omegnen af € 4 millioner. Coutinho var dog fortsat udlejet til Vasco og skiftede således til Inter i 2010.

### Inter
Coutinhos officielle debut for Inter var imod Atlético Madrid i 2010-udgaven af UEFA Super Cuppen, hvor han blev indskiftet i Inters 2-0 nederlag. Den 8. maj 2011 scorede han sit første mål direkte fra frispark mod Fiorentina.

### Espanyol (lån)
På den næstsidste dag i januars transfervindue i 2012, blev Coutinho udlejet til den spanske klub RCD Espanyol. Lejmålet løb til sæsonafslutningen. Coutinho fik debut den 4. februar i Espanyols 3-3 kamp mod Athletic Bilbao, og scorede sit debutmål for klubben en uge senere, den 11. marts mod Rayo Vallecano. Espanyol vandt kampen 5-1. Han vente tilbage til Inter efter endt ophold.

### Liverpool
Den 30. januar 2013 købte Liverpool Coutinho. Transfersummen vurderes til at være i nærheden af £ 8,5 millioner. Klubberne var allerede enige om prisen den 26. januar, men problemer med Coutinhos arbejdstilladelse, som dog blev udstedt, trak handlen ud. Han fik trøjenummer 10, samme nummer som blandt andre Joe Cole og Michael Owen har båret. Coutinho fik debut den 11. februar 2013 hvor han blev indskiftet i stedet for Stewart Downing i Liverpools 2-0 nederlag mod West Bromwich Albion. Den 17. februar startede Coutinho for første gang blandt de startende 11 og scorede sit første mål i Liverpools 5-0 sejr mod Swansea City.

### FC Barcelona
Den 6. januar 2018 blev Coutinho solgt til FC Barcelona. Han fik en kontrakt til sommeren 2023. Skiftet var allerede på tale i sommeren 2017, men klubberne kunne dengang ikke blive enige inden transfervinduet lukkede. Kontrakten i Barcelona l løber til 2023, men de første halvandet år i klubben forløb ikke rigtig, som parterne havde håbet, så i sommeren 2019 blev Coutinho udlejet til tyske FC Bayern München for den netop indledte sæson.